# 德成女子大學
德成女子大學（諺文：덕성여자대학교，英文：Duksung Woman's University），創立於1920年，位於首爾特別市道峰區、首爾特別市鐘路區設置校園，是一所綜合型女子私立大學。
德成女子大学是韩国四年制综合私立大学。 校园设在首尔特别市道峰区，钟路区有终身研究生院和法人等。
德成女子大学是女性独立运动家最早设立的女校。 特别是德成女子大学是在幼儿教育领域崭露头角的大学。
大学的汉字简称是德成女子大学、德大，英文简称是Duksung、DSU、DSWU。
位于德成女子大学交通便利路周边的全铁站是首尔輕電鐵 牛耳新設線上的4•19民主墓地（德成女子大学）。

## 簡介
德成女子大學象徵標語為愛，象徵物為木槿、喜鵲。大學部學生人數為5337人、大學院（包括碩士、博士）383人、教授群154人。這是2005年的數據。

## 著名校友
- 朴貞洙